# Henry Lévy-Finger
Henry Lévy-Finger, né le 4 octobre 1921 à Paris et mort pour la France le 24 novembre 1944 à Strasbourg, est un militaire et résistant français, Compagnon de la Libération. Au début de la Seconde Guerre mondiale, il choisit de se rallier à la France libre et combat en Afrique. Membre de la 2e division blindée, il participe avec elle au débarquement de Normandie puis à la Libération de Paris avant d'être tué par un obus allemand au lendemain de la libération de Strasbourg.

## Biographie

### Jeunesse et engagement
Henry Lévy-Finger naît le 4 octobre 1921 dans le 16e arrondissement de Paris au sein d'une famille d'industriels possédant une fabrique de peinture qui deviendra la marque Astral,.

### Seconde Guerre mondiale
Trop jeune pour être mobilisé au début de la Seconde Guerre mondiale, il refuse l'armistice du 22 juin 1940 et décide de se rallier à la France libre. S'enfuyant vers Saint-Jean-de-Luz, il embarque vers l'Angleterre où il s'engage dans l'artillerie des forces françaises libres le 28 septembre 1940. Envoyé en Afrique en mars 1941, il est promu brigadier le 1er mai suivant et maréchal des logis en juillet. Stationné au Cameroun, il y est responsable des batteries côtières jusqu'en décembre 1942. Il intègre ensuite les rangs de la colonne du général Leclerc avec laquelle il participe à la guerre du désert en Libye puis à la campagne de Tunisie. À l'automne 1943, il est muté au 3e régiment d'artillerie coloniale (3e RAC) faisant partie de la 2e division blindée (2e DB) tout juste constituée au Maroc.
À l'été 1943, il est brièvement détaché à Alger au sein de l'état-major particulier du général de Gaulle. Embarqué en mai 1944, Henry Lévy-Finger sauve un homme en mer au cours du voyage vers l'Angleterre. Il débarque sur Utah Beach avec la division en août suivant. Il se distingue pendant la bataille de Normandie en assurant des ravitaillements efficaces en munitions et en faisant plusieurs prisonniers lors de patrouilles. Suivant l'avancée de la 2e DB, il participe ensuite à la libération de Paris puis à la campagne des Vosges à l'issue de laquelle il est promu maréchal des logis-chef. Le 24 novembre 1944, lendemain de la libération de Strasbourg, il est touché par le tir d'un canon positionné de l'autre côté de la frontière allemande et meurt sur le coup. Il est inhumé à la nécropole nationale de Strasbourg-Cronenbourg.

## Décorations
|  |  |  |
|  |  |  |

| Chevalier de la Légion d'honneur                                   | Chevalier de la Légion d'honneur                                   | Chevalier de la Légion d'honneur                                   | Compagnon de la Libération À titre posthume, par décret du 17 novembre 1945 | Compagnon de la Libération À titre posthume, par décret du 17 novembre 1945 | Compagnon de la Libération À titre posthume, par décret du 17 novembre 1945 | Croix de guerre 1939-1945 Avec une palme | Croix de guerre 1939-1945 Avec une palme | Croix de guerre 1939-1945 Avec une palme |
| Médaille coloniale Avec agrafes "Fezzan-Tripolitaine" et "Tunisie" | Médaille coloniale Avec agrafes "Fezzan-Tripolitaine" et "Tunisie" | Médaille coloniale Avec agrafes "Fezzan-Tripolitaine" et "Tunisie" | Médaille commémorative française de la guerre 1939-1945                     | Médaille commémorative française de la guerre 1939-1945                     | Médaille commémorative française de la guerre 1939-1945                     | Médaille pour faits de sauvetage en mer  | Médaille pour faits de sauvetage en mer  | Médaille pour faits de sauvetage en mer  |

## Hommages
- À Paris, son nom est inscrit sur le monument de la 2e division blindée sur la place du 25-Août-1944[6].
- La 10e promotion de l'école nationale des sous-officiers d'active (1965) a été baptisée en son honneur[7].